# Seznam katastrálních území v okrese Most
V této tabulce je uveden kompletní výčet katastrálních území Okresu Most, včetně rozlohy a sídel, které na nich leží.
| Název KÚ                     | Sídla                          | Obec                | km2   |
| ---------------------------- | ------------------------------ | ------------------- | ----- |
| A                            | A                              | A                   |       |
| Albrechtice u Mostu          | Jezeří                         | Horní Jiřetín       | 4,44  |
| Bečov u Mostu                | Bečov                          | Bečov               | 13,63 |
| Bedřichův Světec             | Bedřichův Světec               | Bělušice            | 2,83  |
| Bělušice u Mostu             | Bělušice                       | Bělušice            | 3,49  |
| Braňany                      | Braňany                        | Braňany             | 4,9   |
| Brandov                      | Brandov                        | Brandov             | 12,3  |
| Bylany u Mostu               | Malé Březno                    | Malé Březno         | 7,32  |
| Čepirohy                     | Čepirohy                       | Most                | 3,75  |
| Černice u Horního Jiřetína   | Černice                        | Horní Jiřetín       | 7,06  |
| České Zlatníky               | České Zlatníky                 | Obrnice             | 3,32  |
| Český Jiřetín                | Český Jiřetín                  | Český Jiřetín       | 13,94 |
| Čtrnáct Dvorců               | Dolní Jiřetín                  | Horní Jiřetín       | 1,41  |
| Dobrčice u Skršína           | Dobrčice                       | Skršín              | 2,54  |
| Dolní Jiřetín                | Dolní Jiřetín                  | Horní Jiřetín       | 6,4   |
| Dolní Litvínov               | Dolní Litvínov                 | Litvínov            | 5,15  |
| Dřínov u Komořan             | Komořany                       | Most                | 6,06  |
| Ervěnice                     | Komořany                       | Most                | 5,69  |
| Fláje                        | Fláje                          | Český Jiřetín       | 19,67 |
| Hamr u Litvínova             | Hamr                           | Litvínov            | 1,86  |
| Havraň                       | Havraň, Moravěves, Saběnice    | Havraň              | 17,16 |
| Holešice                     | Malé Březno                    | Malé Březno         | 6,04  |
| Hora Svaté Kateřiny          | Hora Svaté Kateřiny            | Hora Svaté Kateřiny | 6,3   |
| Horní Jiřetín                | Horní Jiřetín, Mariánské Údolí | Horní Jiřetín       | 10,17 |
| Horní Litvínov               | Horní Litvínov                 | Litvínov            | 5,97  |
| Hořany                       | Čepirohy, Most                 | Most                | 6,4   |
| Chanov                       | Chanov                         | Obrnice             | 1,18  |
| Chrámce                      | Chrámce                        | Skršín              | 1,32  |
| Chudeřín u Litvínova         | Chudeřín                       | Litvínov            | 1,57  |
| Janov u Litvínova            | Janov                          | Litvínov            | 4,58  |
| Jezeří                       | Jezeří                         | Horní Jiřetín       | 10,4  |
| Kamenná Voda                 | Zaječice                       | Bečov               | 3,56  |
| Kaňkov                       | Kaňkov                         | Braňany             | 1,24  |
| Klíny I                      | Klíny                          | Klíny               | 6,97  |
| Klíny II                     | Klíny                          | Klíny               | 9,26  |
| Komořany u Mostu             | Komořany                       | Most                | 4,46  |
| Konobrže                     | Starý Most                     | Most                | 1,57  |
| Kopisty                      | Starý Most                     | Most                | 2,04  |
| Korozluky                    | Korozluky                      | Korozluky           | 3,39  |
| Křížatky                     | Křížatky                       | Litvínov            | 4,73  |
| Lesná v Krušných horách      | Lesná                          | Nová Ves v Horách   | 5,63  |
| Liběšice u Želenic           | Liběšice                       | Želenice            | 3,52  |
| Libkovice u Mostu            | Libkovice                      | Mariánské Radčice   | 7,47  |
| Lišnice                      | Koporeč, Lišnice, Nemilkov     | Lišnice             | 8,53  |
| Lom u Mostu                  | Lom                            | Lom                 | 10,14 |
| Loučná u Lomu                | Loučná                         | Lom                 | 6,67  |
| Louka u Litvínova            | Louka u Litvínova              | Louka u Litvínova   | 2,68  |
| Lounice                      | Lounice                        | Litvínov            | 2,57  |
| Lužice u Mostu               | Lužice                         | Lužice              | 5,56  |
| Malé Březno                  | Malé Březno, Vysoké Březno     | Malé Březno         | 5,73  |
| Malý Háj                     | Malý Háj                       | Hora Svaté Kateřiny | 4,49  |
| Mariánské Radčice            | Mariánské Radčice              | Mariánské Radčice   | 5,01  |
| Meziboří u Litvínova         | Meziboří                       | Meziboří            | 14,4  |
| Mikulovice v Krušných horách | Mikulovice                     | Nová Ves v Horách   | 4,67  |
| Milá                         | Milá                           | Bečov               | 2,18  |
| Mníšek v Krušných horách     | Mníšek                         | Nová Ves v Horách   | 7,73  |
| Most I                       | Starý Most                     | Most                | 9,16  |
| Most II                      | Most, Souš                     | Most                | 15,36 |
| Nová Ves v Horách            | Nová Ves v Horách              | Nová Ves v Horách   | 8,25  |
| Obrnice                      | Obrnice                        | Obrnice             | 2,97  |
| Odolice                      | Odolice                        | Bělušice            | 4,49  |
| Pařidla                      | Starý Most                     | Most                | 2,21  |
| Patokryje                    | Patokryje                      | Patokryje           | 2,63  |
| Polerady                     | Polerady                       | Polerady            | 7,08  |
| Rašov u Litvínova            | Rašov, Sedlo                   | Klíny               | 2,2   |
| Rudolice nad Bílinou         | Rudolice nad Bílinou           | Most                | 1,77  |
| Rudolice v Horách            | Rudolice v Horách              | Hora Svaté Kateřiny | 6,66  |
| Růžodol                      | Růžodol                        | Litvínov            | 5,31  |
| Sedlec u Obrnic              | Sedlec                         | Korozluky           | 3     |
| Skršín                       | Skršín                         | Skršín              | 3,12  |
| Skyřice                      | Velebudice                     | Most                | 3,19  |
| Slatinice u Mostu            | Čepirohy                       | Most                | 2,73  |
| Souš                         | Souš                           | Most                | 6,63  |
| Stránce                      | Zaječice                       | Bečov               | 1,56  |
| Střimice                     | Starý Most                     | Most                | 4,07  |
| Svahová I                    | Hora Svaté Kateřiny            | Hora Svaté Kateřiny | 1,01  |
| Svinčice                     | Svinčice                       | Lužice              | 3,24  |
| Šumná u Litvínova            | Horní Ves, Písečná, Šumná      | Litvínov            | 2,47  |
| Třebušice                    | Komořany                       | Most                | 5,06  |
| Velebudice                   | Velebudice                     | Most                | 2,13  |
| Volevčice                    | Volevčice                      | Volevčice           | 5,13  |
| Vtelno                       | Vtelno                         | Most                | 4,65  |
| Zaječice u Bečova            | Zaječice                       | Bečov               | 2,92  |
| Záluží u Litvínova           | Záluží                         | Litvínov            | 6,48  |
| Želenice u Mostu             | Želenice                       | Želenice            | 6,24  |
| Židovice u Bečova            | Zaječice                       | Bečov               | 4,38  |

Celková výměra 467,15 km2